# Menorca Bàsquet
El Menorca Bàsquet fue un club de baloncesto de Menorca, Baleares, que jugó en la Liga ACB durante cinco temporadas.

## Historia
Fundado en 1950 como CB La Salle Mahón, este club fue progresando lentamente, hasta que en la temporada 1993-94 consiguió entrar en las ligas de ámbito nacional con el ascenso a la liga EBA. A partir de la temporada siguiente, el primer equipo comenzó a jugar en el Polideportivo Municipal de Mahón por razones reglamentarias y de aforo.
Tras unas cuantas temporadas en la zona baja de la liga EBA, en mayo de 1997, con José Luis Oliete de entrenador y Don Paco Llull como presidente, el primer equipo se proclamó campeón de la liga EBA en la final a ocho disputada en Chipiona y lograr así el ascenso a la Liga LEB bajo el patrocinio de instituciones locales y autonómicas, con lo que el primer equipo del club tomó su actual nombre: Menorca Bàsquet.
En la liga LEB desde la primera temporada estuvo luchando en los play off de ascenso a la liga ACB, con los diversos entrenadores que se fueron sucediendo, como José Luis Oliete, Pedro Martínez o Quino Salvo.
Al concluir de la temporada 1998-99 se hizo cargo del club José Luis Sintes, con el que seguiría la progresión del Menorca.
Finalmente, en la temporada 2004-05 el primer equipo logró proclamarse subcampeón de la Copa Príncipe de Asturias y subcampeón de la LEB (en ambas finales derrotado por el Fuenlabrada) y consiguiendo así el ascenso a la liga ACB junto con al club madrileño.

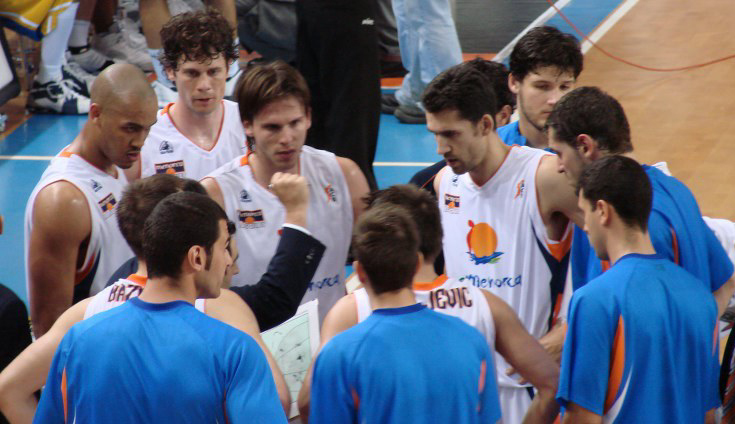
Tiempo muerto del ViveMenorca durante la temporada 2006-07, frente a Estudiantes.

Debido al ascenso, el organigrama del club se tuvo que profesionalizar; además el Polideportivo Municipal de Mahón, dónde jugaba hasta entonces y con capacidad para unos 2500 espectadores, no cumplía con la normativa de la Asociación de Clubes de Baloncesto, así que no quedó otra opción que construir un nuevo pabellón en un tiempo récord de 90 días, otra vez con la ayuda de las instituciones locales y autonómicas, el Pabellón Menorca.
La temporada 2005-06, la primera para el Menorca Básquet en liga ACB, fue una temporada en la que se consiguió la permanencia en el último partido de la temporada en el Pabellón Menorca gracias a un providencial tapón de Chuck Kornegay que enviaba al histórico Manresa a la LEB.
En la siguiente temporada, a las 6 jornadas de empezar la competición, el 6 de noviembre, el club decidió cesar al entrenador, Curro Segura ante la lamentable marcha deportiva del equipo, y poco más tarde llegó Ricard Casas. Con él, el equipo consiguió salir de los puestos de descenso a una jornada del final de campeonato, y en el último partido, a pesar de perder contra el CB Murcia, se consiguió la permanencia gracias a la victoria del Gran Canaria contra el Lucentum Alicante. El ViveMenorca había hecho historia al salvarse tras permanecer 31 jornadas en puestos de descenso directo. Algo que no ha logrado ningún club en la historia de la competición.
En la temporada 2008-09 tras problemas internos y deportivos de diversa índole, el club vuelve a finalizar la temporada en el puesto 16, que sin embargo le lleva a descender a la LEB Oro, y aunque ese mismo año el Akasvayu Girona no había podido inscribirse en ACB por problemas económicos, su plaza fue ocupada por el CAB Obradoiro de Santiago de Compostela, propietario de una plaza en virtud de una sentencia del Tribunal Supremo lo que llevó al club balear a perder la categoría.
La temporada 2011-12, el Menorca Bàsquet consigue de nuevo plaza en la liga ACB tras quedar segundo en la LEB Oro y alzarse con la victoria en el playoff para dirimir la última plaza de ascenso. Aun así, el club no consigue reunir el aval económico que la ACB le reclama y, de manera sorpresiva, el 27 de junio de 2012 la directiva del club emite un comunicado de prensa en el que anuncia la disolución del club debido a su incapacidad económica para garantizar la viabilidad del proyecto.

## Denominaciones
- La Salle Mahón (-1997)
- Menorca Bàsquet (1997-1999)
- IBB Hoteles Menorca Bàsquet (1999-2000)
- Menorca Bàsquet (2000-2001)
- Coinga Menorca Bàsquet (2001-2004)
- IBB Hoteles Menorca Bàsquet (2004-2005)
- Llanera Menorca (2005-2006)
- ViveMenorca (2006-2010)
- Menorca Bàsquet (2010-2012)

## Trayectoria
| Temporada | Nivel | División     | Pos. | Postemporada             | TR    | PO  | Copa          | Copa |
| --------- | ----- | ------------ | ---- | ------------------------ | ----- | --- | ------------- | ---- |
| 1979-80   | 4     | 3.ª División | 5.º  | –                        | –     | –   | –             | –    |
| 1980-81   | 4     | 3.ª División | 2.º  | –                        | –     | –   | –             | –    |
| 1981-82   | 4     | 3.ª División | 2.º  | –                        | –     | –   | –             | –    |
| 1982-83   | 4     | 3.ª División | 1.º  | Ascenso                  | –     | –   | –             | –    |
| 1983-84   | 3     | 2.ª División | 13.º | Descenso                 | –     | –   | –             | –    |
| 1984-85   | 4     | 3.ª División | 1.º  | Ascenso                  | –     | –   | –             | –    |
| 1985-86   | 3     | 2.ª División | 13.º | –                        | –     | –   | –             | –    |
| 1986-87   | 3     | 2.ª División | 3.º  | –                        | –     | –   | –             | –    |
| 1987-88   | 3     | 2.ª División | 4.º  | –                        | –     | –   | –             | –    |
| 1988-89   | 3     | 2.ª División | 5.º  | –                        | –     | –   | –             | –    |
| 1989-90   | 3     | 2.ª División | 6.º  | –                        | –     | –   | –             | –    |
| 1990-91   | 3     | 2.ª División | 5.º  | –                        | –     | –   | –             | –    |
| 1991-92   | 3     | 2.ª División | 4.º  | –                        | –     | –   | –             | –    |
| 1992-93   | 3     | 2.ª División | 6.º  | –                        | –     | –   | –             | –    |
| 1993-94   | 3     | 2.ª División | 4.º  | Fase final (1º)/ Ascenso | –     | –   | –             | –    |
| 1994-95   | 2     | Liga EBA     | 12.º | PO permanencia (11.º)    | 9-17  | 3-1 | –             | –    |
| 1995-96   | 2     | Liga EBA     | 9.º  | PO permanencia (9.º)     | 15-15 | 3-0 | –             | –    |
| 1996-97   | 3     | Liga EBA     | 9.º  | Final (1.º)/ Ascenso     | 20-6  | 6-0 | Copa EBA      | SF   |
| 1997-98   | 2     | LEB          | 6.º  | Cuartos final (6.º)      | 11-13 | 3-4 | –             | –    |
| 1998-99   | 2     | LEB          | 8.º  | Semifinal (4.º)          | 13-13 | 6-4 | Copa Príncipe | SC   |
| 1999-00   | 2     | LEB          | 6.º  | Semifinal (4.º)          | 18-12 | 6-3 | Copa Príncipe | CF   |
| 2000-01   | 2     | LEB          | 8.º  | Semifinal (4.º)          | 16-14 | 5-4 | –             | –    |
| 2001-02   | 2     | LEB          | 11.º | –                        | 12-18 | –   | –             | –    |
| 2002-03   | 2     | LEB          | 3.º  | Cuartos final (5.º)      | 20-10 | 2-3 | Copa Príncipe | SF   |
| 2003-04   | 2     | LEB          | 5.º  | Cuartos final (6.º)      | 20-14 | 2-3 | –             | –    |
| 2004-05   | 2     | LEB          | 1.º  | Final (2.º)/ Ascenso     | 26-8  | 6-3 | Copa Príncipe | SC   |
| 2005-06   | 1     | Liga ACB     | 16.º | –                        | 12-22 | –   | –             | –    |
| 2006-07   | 1     | Liga ACB     | 15.º | –                        | 12-22 | –   | –             | –    |
| 2007-08   | 1     | Liga ACB     | 16.º | –                        | 12-22 | –   | –             | –    |
| 2008-09   | 1     | Liga ACB     | 16.º | Descenso                 | 8-24  | –   | –             | –    |
| 2009-10   | 2     | LEB Oro      | 3.º  | Final (2.º)/ Ascenso     | 21-13 | 9-5 | Copa Príncipe | SC   |
| 2010-11   | 1     | Liga ACB     | 18.º | Descenso                 | 7-27  | –   | –             | –    |
| 2011-12   | 2     | LEB Oro      | 4.º  | Final (2.º)              | 21-13 | 9-2 | –             | –    |

## Peñas
- A por ellos
- Penya Forera Jaleo
- Ses Sargantanes
- Penya Universitaria